# Pseudotocepheus clavigerus
Pseudotocepheus clavigerus är en kvalsterart som först beskrevs av Sandór Mahunka 1978.  Pseudotocepheus clavigerus ingår i släktet Pseudotocepheus och familjen Tetracondylidae. Inga underarter finns listade i Catalogue of Life.